# Białoruska Socjalistyczna Republika Radziecka

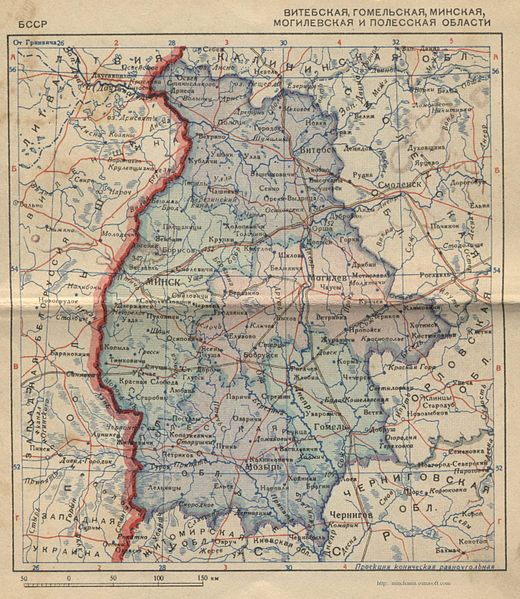
Białoruska SRR 1.12.1938

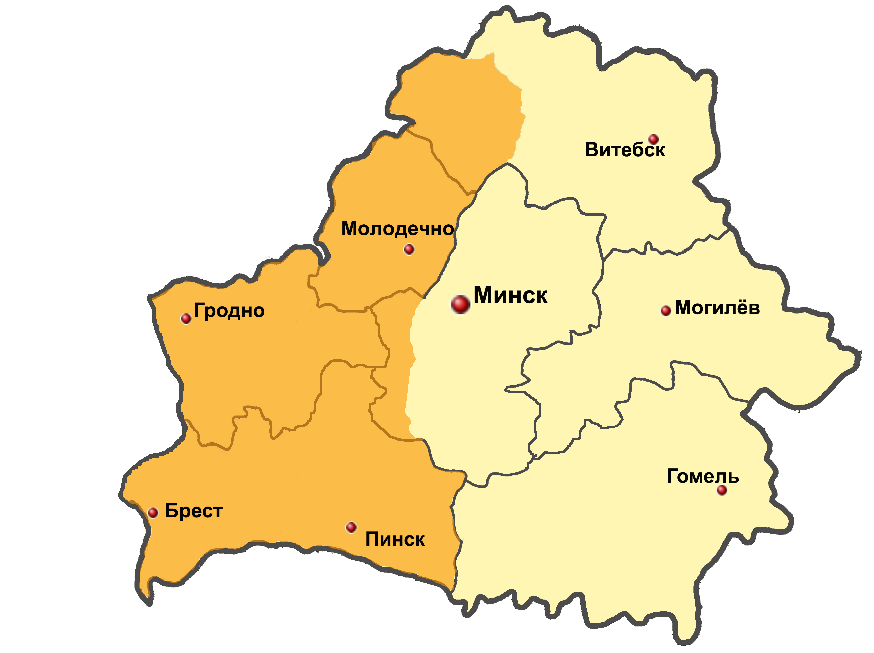
Podział administracyjny Białoruskiej SRR 1954–1960

Białoruska Socjalistyczna Republika Radziecka, Białoruska SRR, radziecka Białoruś, BSRR (ros. Белорусская Советская Социалистическая Республика, biał. Беларуская Савецкая Сацыялістычная Рэспубліка) – jedna z czterech republik, które w grudniu 1922 roku utworzyły Związek Socjalistycznych Republik Radzieckich.
Białoruska SRR była członkiem założycielem Organizacji Narodów Zjednoczonych (ONZ) i członkiem siedmiu organizacji wyspecjalizowanych ONZ; obok Ukraińskiej SRR była jedną z dwóch republik ZSRR będących podmiotem prawa międzynarodowego, obok podmiotowości międzynarodowej ZSRR jako całości.

## Historia
Oficjalnie BSRR powołano do życia 1 stycznia 1919 roku w Smoleńsku – miała obejmować gubernie: smoleńską, mińską, mohylewską, witebską, grodzieńską i część wileńskiej.
Na czele Rady Komisarzy Ludowych BSRR stanął białoruski twórca Zmicier Żyłunowicz, jednak wkrótce aresztowano go za próbę dialogu z władzami Białoruskiej Republiki Ludowej, a republikę 27 lutego 1919 rozwiązano, zastępując ją Lit-Biełem. Tereny guberni smoleńskiej, mohylewskiej i witebskiej włączono do RFSRR. Kres istnieniu Lit-Biełu położyło zdobycie prawie całego jego terytorium przez Polskę.
W lipcu 1920 roku, po zajęciu będącego poprzednio pod kontrolą polską Mińska przez Armię Czerwoną, dokonano reaktywacji BSRR obejmującej już tylko wschodnią część Litewsko-Białoruskiej SRR (osiemnaście powiatów guberni mińskiej, grodzieńskiej i wileńskiej). Stolicę republiki usytuowano w Mińsku.
W maju 1923 roku CKW RFSRR zdecydował się na ponowne przekazanie Białoruskiej SRR guberni witebskiej (bez powiatów newelskiego, wieliskiego i siebieskiego), większej części mohylewskiej (bez powiatu homelskiego) i jednego powiatu smoleńskiej (mścisławskiego). Od tego czasu BSRR obejmowała terytorium wielkości 110 tys. km kw oraz liczyła ponad 4 mln mieszkańców. W roku 1926 dokonano dalszego powiększenia republiki włączając do BSRR należące wcześniej do Rosji i Ukraińskiej SRR powiaty: homelski i rzeczycki, co zwiększyło obszar republiki do 126 tys. km kw, a liczbę ludności do 5 mln.
W latach 1924–1938, BSSR posiadała cztery oficjalne języki, tj. białoruski, jidysz, rosyjski i polski.
Po agresji radzieckiej na Polskę w 1939 roku dokonano powiększenia BSRR o obszar tzw. zachodniej Białorusi (dawne polskie województwa: nowogródzkie, białostockie, poleskie bez części południowej, część wileńskiego i warszawskiego), na której utworzono obwody: brzeski, piński, baranowicki, wilejski i białostocki. W składzie Białoruskiej SRR znalazły się ziemie etnicznie polskie, m.in. rejon Łomży i znaczna część Wileńszczyzny z ludnością mówiącą w języku polskim. W 1940 roku na mocy porozumienia z Litewską SRR Białoruska SRR utraciła na rzecz Litwy Druskieniki i Święciany.
W latach 1941–1944 terytorium które obejmowała Białoruska SRR było okupowane przez wojska niemieckie, które dokonały kolejnego podziału republiki – dawne województwo białostockie znalazło się na terenie Prus Wschodnich, Polesie włączono do Komisariatu Rzeszy Ukraina, wschodnią Wileńszczyznę do Litwy, resztę terytorium Białoruskiej SRR podzielono natomiast na dwa obszary:
- znajdujący się pod niemiecką administracją cywilną (rejony Mińska, Borysowa, Bobrujska, Lidy, Nowogródka i Baranowicz)
- podlegający niemieckiej komendanturze wojskowej (reszta wschodniej części kraju, w tym m.in. Smoleńsk, którego burmistrzem został Radosław Ostrowski).

Podczas wojny na terenie BSRR działały trzy partyzantki – polska, radziecka i żydowska. Niemcy kontynuowali rozpoczętą przez sowietów politykę ekonomicznego wyniszczania miejscowej ludności (polskiej, białoruskiej i żydowskiej), jednak w porównaniu z nazistowską okupacją Ukraińskiej SRR niemieckie rządy miały dla białoruskiej społeczności – m.in. za sprawą komisarza Kubego – charakter znacznie łagodniejszy. Zezwolono lokalnym działaczom białoruskim na zakładanie organizacji społeczno-narodowych oraz formacji paramilitarnych (m.in. Białoruska Obrona Krajowa). Na czele władz miejskich stawali białoruscy działacze narodowi, m.in. Wacław Iwanowski, Anatol Komar czy wspomniany wyżej Radosław Ostrowski.
W 1944 roku Armia Czerwona ponownie opanowała tereny dawnej BSRR. Najważniejszymi kwestiami po zakończeniu wojny były zarówno powojenna odbudowa, jak i ponowne ustalenie granic republiki. W 1945 roku została podpisana umowa między Tymczasowym Rządem Jedności Narodowej a ZSRR o polskiej granicy wschodniej, którą wyznaczono w przybliżeniu wzdłuż tzw. linii Curzona, w wyniku czego Polsce zwrócono jedynie Ziemię Białostocką.
Powierzchnia: 207 600 km²

Ludność: 10 151 806 w 1989 r. (1969: 8 897 000)

Narodowości (według radzieckiego spisu z 1959):
- Białorusini – 81,0%
- Rosjanie – 8,2%
- Polacy – 6,7%
- Żydzi – 1,9%
- Ukraińcy – 1,7%
- inni – 0,5%

Duże miasta:
- Mińsk

- Witebsk
- Homel
- Mohylew
- Grodno
- Brześć nad Bugiem
- Bobrujsk

Po drugiej wojnie światowej BSRR przyznano status członka założyciela Organizacji Narodów Zjednoczonych. W 1986 roku południowe obszary BSRR zostały skażone w wyniku katastrofy elektrowni atomowej w Czarnobylu.  27 lipca 1990 roku Rada Najwyższa BSRR wydała deklarację suwerenności Białorusi, a 25 sierpnia 1991 roku deklarację niepodległości.  8 grudnia 1991 roku  w Wiskulach koło Brześcia nad Bugiem zostało zawarte porozumienie białowieskie, które w imieniu Białorusi podpisał ówczesny przewodniczący Rady Najwyższej BSRR Stanisłau Szuszkiewicz. Na mocy postanowień porozumienia ZSRR zostało rozwiązane, a suwerenna Białoruś została jednym z państw-członków założycieli Wspólnoty Niepodległych Państw.